# CSS Charm
El CSS Charm se construyó en 1860 en Cincinnati, Ohio, y sirvió a los confederados como transporte de municiones y armas y transporte de tropas en el área del río Mississippi. Bajo el mando del Capitán W. L. Trask, Charm participó con gran distinción en la Batalla de Belmont, Mo., el 7 de noviembre de 1861, como parte de la fuerza confederada bajo el mando del general mayor L. Polk, CSA. Bajo el intenso fuego de la Unión, el Charm se mantuvo firme en su puesto, transportando tropas y municiones de un lado a otro del río Mississippi en el transcurso de la batalla. Aunque estaba atrapado en el furor de la batalla, fue liberado y salvado por el Prince, un transporte confederado.
Se hundió, amarrado al Paul Jones, en algún momento de 1863. Las huellas de los dos cascos, quemados hasta la línea de flotación, son visibles de vez en cuando en marea baja un siglo después.
- Datos: Q112188907